# María Josefina Gamboa Torales
María Josefina Gamboa Torales (Tierra Blanca, Veracruz, México, 18 de junio de 1977) es una comunicadora y política mexicana, miembro del Partido Acción Nacional (PAN). Actualmente es diputada federal para el periodo de 2024-2027.

## Biografía
María Josefina Gamboa Torales nació el 18 de junio de 1977 en la ciudad de Tierra Blanca, Estado de Veracruz, México.
Es licenciada en Ciencias y Técnicas de la Comunicación por la Universidad Veracruzana, y cuenta con una maestría en Educación por la Universidad de las Naciones.
Desde 1995 hasta 2011 ejerció su profesión como comunicadora en diversos medios de comunicación: Radio Núcleo Oro de 1995 a 1998, MVS Radio de 1998 a 2001, TV Azteca Veracruz en 2001 y Televisa Puebla de 2001 a 2004, Grupo FM Radio de 2004 a 2012, y directora general en Megacanal en Xalapa y Tuxpan, Veracruz, de 2010 a 2012.
En 2013 inició su carrera política al ocupar su primer cargo público: directora del Instituto Municipal de las Mujeres del municipio de Boca del Río y simultáneamente presidenta en el Consejo Intermunicipal de Equidad de Género Zona Centro de Veracruz.
En 2016 fue electa diputada a la LXIV Legislatura del Congreso del Estado de Veracruz por el distrito 14 local, ejerciendo como presidenta de la comisión de Atención y Protección de Periodistas; secretaria de la comisión de Protección de Justicia; y vocal de la comisión de Gobernación. Al terminar el cargo en 2018, fue reelecta diputada por el mismo distrito a la LXV Legislatura que concluiría en 2021; en la nueva legislatura ocupó los mismos cargos que en la anterior.
En 2021 fue a su vez elegida diputada federal por el Distrito 12 de Veracruz a la LXV Legislatura que concluirá en 2024; en ella es secretaria de las comisiones de Asuntos Frontera Sur; y de Educación; así como integrante de la comisión de Energía.

## Controversias
En julio de 2014 atropelló a una persona en Boca del Río mientras conducía alcoholizada, causando la muerte de la víctima. En 2016 fue declarada culpable de homicidio culposo y condenada a 15 meses en prisión, los cuales le fueron conmutados. En esa ocasión, Gamboa fue defendida por el abogado Jorge Winckler, que posteriormente fue nombrado Fiscal General de Veracruz.
En 2019 Josefina Gamboa fue parte de la comisión del Congreso del Estado de Veracruz encargada de decidir si se debía iniciar un proceso de juicio político en contra del fiscal Winckler. Su participación fue cuestionada por un posible conflicto de interés debido a la relación laboral previa entre ambos. En enero de 2019, Josefina Gamboa agredió a un abogado de la acusación contra Winckler y a una policía, mordiéndolos a ambos. A la semana siguiente se viralizó un video de Josefina Gamboa agrediendo al personal de seguridad del Congreso, los cuales le señalaban que Gamboa «huele a alcohol». El video se viralizó junto al apodo de «Lady diputada».